# Джаббаров, Ильхом
Ильхом Джаббаров (род. 30 июня 1946, Уртачирчикский район, Ташкентская область, Узбекская ССР) — советский и узбекский скульптор, заслуженный художник Узбекской ССР (1989), академик Академии художеств Узбекистана (1997).

## Биография
Родился 30 июня 1946 года в Уртачирчикском районе Ташкентской области Узбекской ССР. В 1965 году окончил Республиканское художественное училище, в 1971 году — Ташкентский театрально-художественный институт.
Занимается скульптурным творчеством с 1970-х годов. С 1995 года преподаёт в Республиканском художественном училище. С 1997 года — руководитель скульптурной мастерской Национального института художеств и дизайна, профессор.

## Творчество
Стиль Джаббарова с советских времён отличается некоторой обобщённостью образов и присутствием элементов символизма.
Наиболее известные работы 1970-х — 1980-х годов: «Фантазия» (1974, дерево), «Машраб» (1974, дерево), «Вечер» (1980, шамот), «Отдых» (1982, шамот), «Пикирующий сокол» (1983, шамот), триптих «1941-1945» (1985, шамот) и др. В 1980-е годы скульптор воздвиг памятники Фуркату в Ташкенте (1982, бронза, гранит), Алишеру Навои в Ургуте (1985, медь) и Машрабу в Намангане (1988, медь).
После обретения независимости Узбекистана Джаббаров воздвигал памятники Амиру Темуру (Тамерлану) в Ташкенте (1992), Самарканде (1997) и Шахрисабзе (1997), Аль-Фергани в Фергане (1998), Джелал ад-Дину Мангуберди в Ургенче (2000). В 1999 году создал скульптуру «Скорбящая мать» для обновлённого мемориального комплекса на площади Памяти и Почестей в Ташкенте. В декабре 2005 года перед Монументом независимости Узбекистана на ташкентской площади Мустакиллик была установлена скульптура Джаббарова «Счастливая мать». 31 августа 2017 года перед бывшим президентским дворцом Оксарой был открыт памятник Исламу Каримову, автором которого также стал Джаббаров.

## Награды
- Орден «Мехнат шухрати» (2001)[1].